# 今尾陣屋
今尾陣屋（いまおじんや）は、岐阜県海津市平田町今尾（美濃国安八郡）にあった陣屋。尾張藩附家老を務めた竹腰（たけのこし）家が築いた。

## 概要
文明年間に中島氏により築かれた。中島氏は4代にわたって支配したが、織田信長に攻められ滅んだ。その後、高木氏、森寺氏、戸倉氏と城主が替わり、天正15年（1587年）市橋長勝が1万石で入封した。慶長13年（1608年）市橋氏は伯耆国八橋に転封になり、今尾城は廃城になった。
元和5年（1619年）この地は尾張徳川家の所領となり、竹腰正信が3万石を領して今尾城址に今尾陣屋を築いた。
竹腰氏は代々尾張徳川家の附家老を務め、慶応4年（1868年）に10代正旧（まさもと）の代に諸侯に列した。
今尾陣屋は大博川が揖斐川と合流する東側にある今尾地区にある城郭であった。陣屋というよりも水城に近く、堀もあった。
遺構としては今尾小学校南側の住宅地の近くの西願寺に陣屋門が移築されている。